# Emma Bale
Emma Bale (geboortenaam Emma Balemans, Vilvoorde, 2 augustus 1999), is een Belgische zangeres die als 14-jarige deelnam aan het VTM-programma The Voice Kids. Ze won uiteindelijk niet maar kwam datzelfde jaar wel met een debuutsingle, een cover van de Ierse band Kodaline getiteld All I Want.
Bale's debuutsingle, waarmee haar carrière startte, kwam op 13 december 2014 binnen op de vierde plaats van de Ultratop 50. Een jaar later won Bale de titel "beste zangeres" in de Radio 2 Zomerhit in Blankenberge.

## Biografie
Onder leiding van producer Hans Francken nam Bale in september 2015 een ep op. My World Untouched telt zes liedjes, waaronder de twee singles All I Want en Run. De single Run werd eveneens geremixt door Lost Frequencies. In 2016 bereikte ze de nummer 1-positie in de Ultratop 50 met het nummer Fortune Cookie, een samenwerking met Milow. In 2016 kreeg de zangeres een MIA in de categorie "Beste Zangeres". 
De jaren nadien volgden er nog drie singles : Worth It, Curaçao en Cut Loose. Alle drie de singles haalden de Ultratop 50, waarvan Cut Loose het het beste van de drie deed.
In 2021 kwam het zevende seizoen van Liefde voor muziek uit, waarin Emma nummers coverde van de andere deelnemers (Tourist LeMC, Ronny Mosuse, Bert Ostyn, Geike Arnaert, Willy Sommers, Cleymans & Van Geel) - en uiteraard ook omgekeerd.
Op 2 april 2021 - gelijktijdig met de uitzendingen van Liefde voor muziek - bracht Balemans haar debuutplaat Retrospect uit.
In 2024 nam ze deel aan De Slimste Mens ter Wereld. 
Op 22 november 2024 kwam haar nieuwe album "3.3.3" uit met nummers zoals Lavender salt, Kompas, en Disbalans.

## Discografie

### Albums
| Album met hitnotering(en) in de Vlaamse Ultratop 200 albums | Datum van verschijnen | Datum van binnenkomst | Hoogste positie | Aantal weken | Opmerkingen |
| ----------------------------------------------------------- | --------------------- | --------------------- | --------------- | ------------ | ----------- |
| My World Untouched                                          | 2015                  | 05-09-2015            | 10              | 39           | ep          |
| Retrospect                                                  | 2021                  | 09-04-2021            | 3               | 17           |             |

### Singles
| Single met eventuele hitnotering(en) in de Nederlandse Top 40 | Datum van verschijnen | Datum van binnenkomst | Hoogste positie | Aantal weken | Opmerkingen |
| ------------------------------------------------------------- | --------------------- | --------------------- | --------------- | ------------ | ----------- |
| Fortune Cookie                                                | 2016                  | 23-01-2016            | tip14           |              | met Milow   |

| Single met hitnotering(en) in de Vlaamse Ultratop 50 | Datum van verschijnen | Datum van binnenkomst | Hoogste positie | Aantal weken | Opmerkingen            |
| ---------------------------------------------------- | --------------------- | --------------------- | --------------- | ------------ | ---------------------- |
| All I Want                                           | 2014                  | 13-12-2014            | 3               | 17           | cover van Kodaline     |
| Run                                                  | 2015                  | 09-05-2015            | 2               | 26           |                        |
| Fortune Cookie                                       | 2015                  | 28-11-2015            | 1(1wk)          | 21           | met Milow              |
| Worth It                                             | 2016                  | 19-11-2016            | 16              | 17           |                        |
| Curaçao                                              | 2017                  | 01-07-2017            | 25              | 12           |                        |
| Cut Loose                                            | 2018                  | 02-06-2018            | 20              | 19           |                        |
| Greedy                                               | 2020                  | 26-09-2020            | tip2            | -            |                        |
| Boy Bye                                              | 2021                  | 20-03-2021            | tip12           | -            | uit Liefde voor Muziek |
| The Time Is Now                                      | 2021                  | 20-03-2021            | tip23           | -            | uit Liefde voor Muziek |
| Amsterdam                                            | 2021                  | 01-05-2021            | tip2            | -            |                        |
| Kijk niet weg                                        | 2024                  | 13-10-2024            | 37              | 2            |                        |

## Awards en nominaties
| Year | Award                   | Categorie         | Resultaat   |
| ---- | ----------------------- | ----------------- | ----------- |
| 2015 | MIA's                   | Hit van het jaar  | Genomineerd |
| 2015 | MIA's                   | Beste Pop         | Genomineerd |
| 2015 | MIA's                   | Beste Doorbraak   | Genomineerd |
| 2015 | Radio 2 Zomerhit        | Beste Solo Vrouw  | Gewonnen    |
| 2016 | MTV Europe Music Awards | Best Belgian Act  | Gewonnen    |
| 2017 | MIA's                   | Beste Solo Vrouw  | Gewonnen    |
| 2018 | MTV Europe Music Awards | Best Belgian Act  | Genomineerd |
| 2018 | Gala van de Gouden K's  | Beste muziek-ster | Genomineerd |
| 2024 | MIA's                   | Beste Pop         |             |

- International Standard Name Identifier: 0000 0004 6272 5795
- MusicBrainz: 446c7db0-42f6-4991-b5e1-e5230628cda7
- Virtual International Authority File: 1351162368024625790005